# Kvingra
Kvingra est une île et une ancienne péninsule de la commune de Nærøysund , en mer de Norvège dans le comté de Trøndelag en Norvège.

## Description
Kvingla est entourée par le fjord de Sørsalten au sud, le détroit de Nærøysundet (en) au nord-ouest et le fjord de Nordsalten au nord-est. L'île était à l'origine reliée au continent sur un minuscule isthme de terre au sud-est, mais il y a un canal artificiel à travers elle, donc l'île est maintenant techniquement une île. 
Le plus grand centre de population de l'île est le village d'Ottersøya, à l'extrémité sud-ouest de la péninsule. Au nord-ouest de Kvingra se trouve Gjerdinga et Rørvik relié par ferry. Il y a des vallées marécageuses entre des collines peu rocheuses et on y trouve la Torstad Chapel (en) bâtie en 1936.

## Galerie

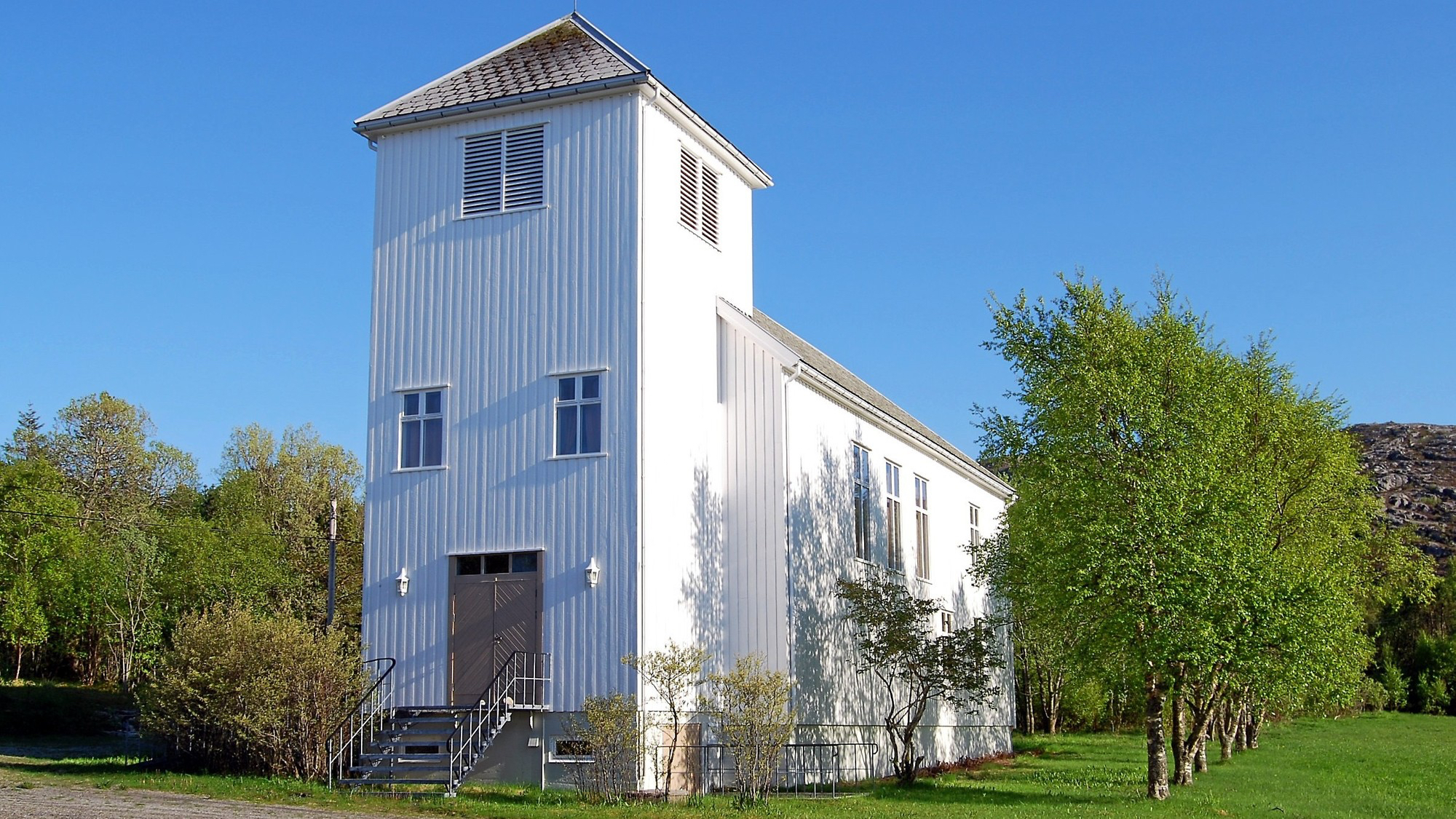
Chapelle Torstad